# Jenna Ushkowitz
Jenna Noelle Ushkowitz, född 28 april 1986 i Seoul, Sydkorea, är en amerikansk skådespelare och sångare, förmodligen mest känd i rollen som Tina Cohen-Chang i TV-serien Glee.

## Tidigt liv
Ushkowitz föddes i Seoul, Sydkorea. Hon adopterades då hon var tre månader gammal och växte upp i East Meadow, Long Island, New York. Ushkowitz uppfostrades som katolik och gick på Holy Trinity Diocesan High School, en katolsk skola känd för sin teateravdelning i Hicksville, Long Island. Hon tog examen under 2004 och hade innan uppträtt i en high school-uppsättning av Les Misérables, samt i rollen som Penny i Honk!, Inez i The Baker's Wife, Little Red Riding Hood i Into The Woods och Romaine Patterson i The Laramie Project. Ushkowitz tog examen från Marymount Manhattan College under 2007, där hon uppträdde igen som Little Red Riding Hood, i Into The Woods.

## Karriär
Ushkowitz har varit i nöjesbranschen sen hon var tre år. Hon har bland annat medverkat i Sesame Street och i andra TV-serier. Hennes första roll i en Broadway-musikal var i en nypremiär av The King and I under 1996.
Ushkowitz sjöng den amerikanska nationalsången vid en Knicks match på Madison Square Garden när hon var 13 år. Innan hon började med Glee, så var hon inhoppare för rollerna som Anna, Martha, Thea och Ilse i Broadway musikalen Spring Awakening.
Under 2009 fick hon möjligheten att spela Tina Cohen-Chang i Fox's high school musikalshow Glee. Hennes rollfigur stammade i de första nio avsnitten och sjöng senare två solon, bland annat "Tonight" från West Side Story och "True Colors". I rollen ingick också en romans med Kevin McHales karaktär Artie som sitter i rullstol, men hon har sedan ett förhållande med Mike Chang. Ushkowitz turnerade i USA och Australien med sina kollegor från Glee. Hon har känt kollegan från serien, Lea Michele sen de var åtta år gamla. De har även medverkat i samma musikal, Spring Awakening.